# Moselstadion
 (avril 2025).
Si vous disposez d'ouvrages ou d'articles de référence ou si vous connaissez des sites web de qualité traitant du thème abordé ici, merci de compléter l'article en donnant les références utiles à sa vérifiabilité et en les liant à la section « Notes et références ».
Le Moselstadion est un stade multifonction situé à Trèves en Allemagne. Le club de football de l'Eintracht Trier joue ses matchs à domicile dans ce stade.

## histoire
Le stade a été inauguré en 1930 et porte alors le nom d'« Auf der d'Ham » puis prend son nom actuel après la Seconde Guerre mondiale. En 1998, à l'occasion du match de Coupe d'Allemagne disputé contre le MSV Duisburg l'éclairage est installé.
La montée du club en deuxième division en 2002 nécessite de nombreux travaux de mise en conformité. La tribune principale est également agrandie et un club-house est construit sous la tribune droite. L'accroissement du nombre de spectateurs et les normes de sécurité insuffisantes du stade entraînent alors de nombreuses discussions sur la nécessité de développer le stade ou de le reconstruire.
Les descentes successives jusqu'au niveau régional ont reporté tout projet de construction nouvelle.

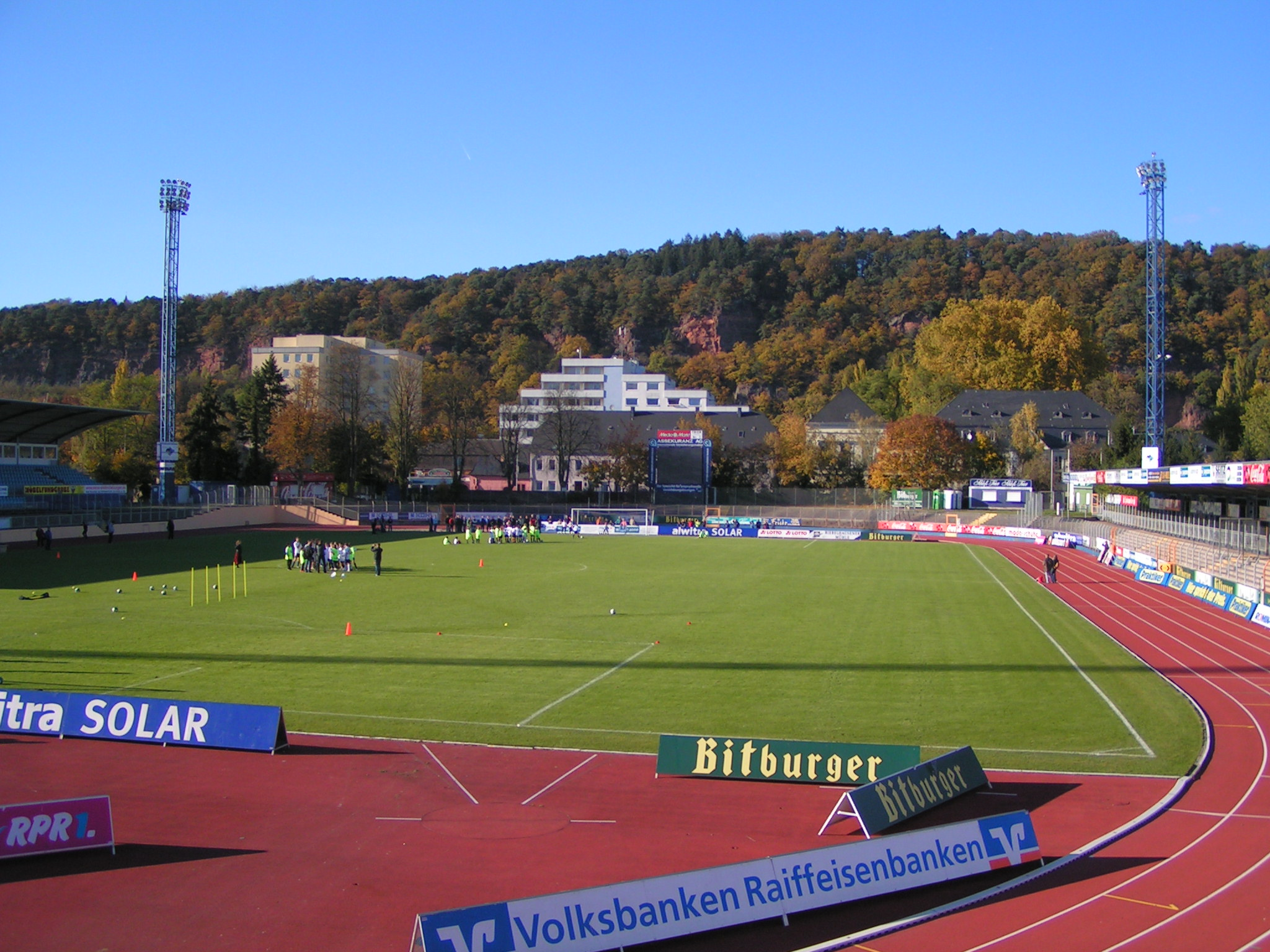
Vue de la piste d'athlétisme et du stade en 2007

## Localisation du stade
Le stade est situé dans le quartier nord.